# 광교중학교
광교중학교(光敎中學校)는 대한민국 경기도 수원시 영통구 이의동에 있는 공립 중학교이다.

## 학교 연혁
- 2011년 3월 2일 : 광교중학교 설립 인가(21학급)
- 2011년 8월 25일 : 학교 건물 준공(4층)
- 2011년 9월 1일 : 초대 고영기 교장 취임
- 2011년 9월 1일 : 광교중학교 개교 (3학급)
- 2012년 2월 9일 : 제1회 졸업식 (4명)
- 2012년 3월 2일 : 제1회 입학식 (103명)
- 2022년 9월 1일 : 제4대 최준태 교장 취임
- 2024년 1월 5일 : 제13회 졸업식(160명)
- 2024년 3월 4일 : 제13회 입학식(196명)

## 참고 자료
- 광교중학교 - 한국교육학술정보원 학교알리미